# عشق و اراده
عشق و اراده کتابی منتشر شده در سال ۱۹۶۹ از رولو می، روانشناس وجودی آمریکایی است که در آن این اصل را بیان می‌کند که آگاهی از مرگ برای زندگی بیشتر یک ضرورت است تا اینکه در تقابل با آن باشد.
این کتاب بررسی می‌کند که در این دنیای مدرن، چگونه از دست دادن ارزش‌های قدیمی، که ساختارها و داستان‌هایشان رازهای زندگی را برای جامعه تعریف می‌کنند، بشریت معاصر را وادار می‌کند تا میان یافتن معنا در درون خود و این نتیجه‌گیری که شخص یا زندگی هیچ‌کدام معنایی ندارند، یکی را انتخاب کند.